# Махно, Нестор Иванович
Не́стор Ива́нович Махно́  (укр. Нестор Іванович Махно; 7 ноября 1888, Гуляйполе, Екатеринославская губерния, Российская империя — 25 июля 1934, Париж) — украинский анархист левого толка и революционер, участник гражданской войны 1917—1922 годов. Командовал Революционной повстанческой армией Украины. Автор мемуаров «Воспоминания».

## Биография
Родился 26 октября (7 ноября) 1888 года в семье крестьян из Гуляйполя. Отец — Иван Родионович Махно (Михненко) (1846—1889) и мать Евдокия Матвеевна Махно (урождённая Передерий) были сельскими обывателями (государственными крестьянами).
У Нестора было четыре старших брата (Поликарп, Савелий, Емельян, Григорий) и сестра Елена. Емельян погиб в 1918 году, Поликарпа впоследствии убили гайдамаки гетмана Скоропадского, Савелия — белые, Григория — красные. Нестор рос без отца. Окончил Гуляйпольское двухклассное начальное училище. С малых лет Нестор работал на сезонных сельскохозяйственных работах у помещиков и зажиточных крестьян. С 1903 года работал подсобным рабочим в малярной мастерской, в купеческой лавке, на чугунолитейном заводе М. Кернера в Гуляйполе.
Был украинцем и говорил на «суржике», но к любой национальной идее относился с полным безразличием.

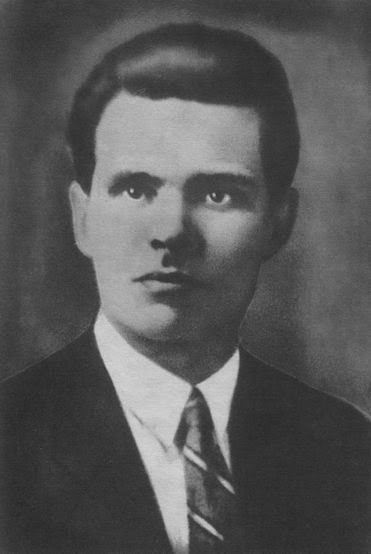
Нестор Махно в 1909 году

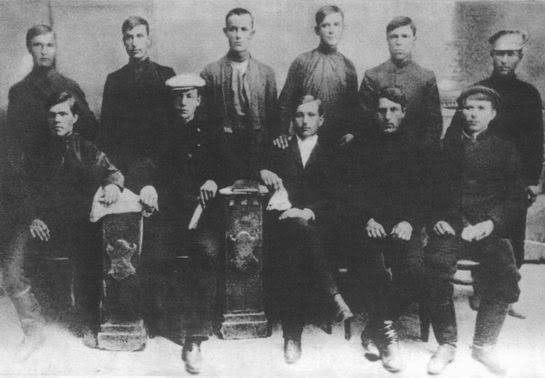
Нестор Махно (сидит в первом ряду слева) с другими членами анархистской организации Гуляйполя 1 мая 1907 года

С конца августа 1906 года Нестор был членом «Крестьянской группы анархо-коммунистов» (другое название — «Союз вольных хлеборобов»), действовавшей в Гуляйполе. С 14 октября 1906 года в составе группы участвовал в террористических актах и «экспроприациях» богачей. Впервые арестован в конце 1906 года за незаконное хранение оружия (вскоре освобождён), затем — 5 октября 1907 года по обвинению в покушении на жизнь гуляйпольских стражников Захарова и Быкова (содержался в Александровской уездной тюрьме). 26 августа 1908 года арестован за убийство чиновника военной управы. Сессией Одесского военного окружного суда от 22 марта 1910 года приговорён к смертной казни через повешение, которая была заменена бессрочной каторгой. В 1911 году переведён в каторжное отделение Бутырской тюрьмы в Москве.
В камере Махно познакомился с известным анархистским активистом Петром Аршиновым и Григорием Котовским. Аршинов занялся идеологической подготовкой и образованием Махно. Малограмотный крестьянин не только досконально изучил труды известных революционеров и политиков, но и занялся математикой, словесностью, историей, французским языком.
Будучи активным участником тюремных протестов, шесть раз попадал в карцер, заболел туберкулёзом лёгких.

### 1917 год
После Февральской революции 1917 года Махно, как и множество других политзаключённых, был амнистирован (см. т. н. «Мартовские амнистии»). Направился в Бессарабию к Котовскому. По приезде в Болград сильно повздорил с Котовским по политическим вопросам и через три недели вернулся в Гуляйполе. Там он сразу же принял активное участие в общественной жизни — был избран товарищем (заместителем) председателя волостного земства, 29 марта возглавил руководящий комитет Гуляйпольского крестьянского союза анархического толка, а после его реорганизации в Совет крестьянских и солдатских депутатов Нестор Махно был избран председателем Совета и одновременно вошёл в состав Гуляйпольского комитета общественного спасения. В тот же период Махно возглавил и местную анархистскую группу. При анархистской группе были сформированы отряды экспроприаторов, совершившие несколько вооружённых налётов.
Махно выступал за немедленные радикальные революционные преобразования, не дожидаясь созыва Учредительного собрания. 1 мая 1917 года подписал депешу в Петроград с требованием изгнать из Временного правительства десять «министров-капиталистов». В июне по инициативе Махно на предприятиях Гуляйполя был установлен рабочий контроль. В июле при поддержке сторонников Махно разогнал прежний состав земства, провёл новые выборы, стал председателем земства и одновременно объявил себя комиссаром Гуляйпольского района.
В августе 1917 года, в ходе борьбы с корниловщиной, Махно создал в Гуляйполе Комитет спасения революции, сформировав из членов анархистской организации боевую дружину «Чёрная гвардия». Авторитет анархистов и лично Махно укрепила проведённая им в сентябре 1917 года конфискация помещичьих земель. Махно предложил «немедленно отобрать церковную и помещичью землю и организовать по усадьбам свободные сельскохозяйственные коммуны, по возможности с участием в этих коммунах самих помещиков и кулаков». 25 сентября Махно подписал декрет уездного Совета о национализации земли и разделил её между крестьянами.
В начале декабря 1917 года в Екатеринославе Махно принял участие в работе губернского съезда Советов рабочих, крестьянских и солдатских депутатов в качестве делегата от Гуляйпольского Совета. Он поддержал требование большинства делегатов о созыве Всеукраинского съезда Советов.
Махно был избран в состав судебной комиссии Александровского ревкома для рассмотрения дел лиц, арестованных Советской властью. Вскоре после арестов меньшевиков и эсеров стал выражать недовольство действиями судебной комиссии, предложил взорвать городскую тюрьму и освободить арестованных. Отрицательно отнёсся к выборам в Учредительное собрание, назвав складывавшуюся ситуацию «карточной игрой». Не получив поддержки в ревкоме, вышел из его состава. После захвата Екатеринослава войсками Центральной рады в декабре 1917 года стал инициатором проведения экстренного съезда Советов Гуляйпольского района, вынесшего резолюцию с требованием «смерти Центральной раде».

### 1918 год
4 января 1918 года Махно отказался от поста председателя Совета, принял решение занять активную позицию в борьбе с противниками революции. Вскоре он возглавил Гуляйпольский ревком, в который вошли представители анархистов, левых эсеров и украинских социалистов-революционеров.
27 января (9 февраля) 1918 года в Брест-Литовске германская и австро-венгерская делегации подписали сепаратный мирный договор с делегацией Украинской Центральной рады. 31 января (13 февраля) в Бресте делегация УНР обратилась к Германии и Австро-Венгрии с просьбой о помощи против войск РККА.
Вступившие 18 февраля на территорию Украины немецкие войска (австро-венгерская армия начала наступление неделей позже) постепенно продвигались в восточном и южном направлениях, не встречая значительного сопротивления со стороны фронтовых частей бывшей российской императорской армии и РККА. Территория Екатеринославской губернии была передана под управление австро-венгерской администрации.
В начале апреля 1918 года Нестор Иванович отправляется в Москву с целью нахождения поддержки большевиков. 16 апреля, находясь в Цареконстантиновке, Нестор Иванович узнает, что отряды Чёрной гвардии были разоружены силами ВЧК, а видные анархисты были расстреляны. По пути в Москву Нестор заезжает в Таганрог, где попадает на Таганрогскую Конференцию. На ней уцелевшие Гуляйпольские и другие анархисты договариваются возвратиться в Гуляйпольский район отдельными отрядами по 5—10 человек и их силами начать готовить крестьян к восстанию.
По пути в Москву Махно посетил Ростов-на-Дону, Саратов, Тамбов, где он ознакомился с деятельностью российских анархистов. В Москве встретился с местными лидерами анархистов П. А. Аршиновым, А. А. Боровым, И. С. Гроссманом, П. А. Кропоткиным, Л. Чёрным (Турчаниновым), а также руководителями советского правительства В. И. Лениным, Я. М. Свердловым, Л. Д. Троцким, Г. Е. Зиновьевым. Яков Свердлов организовал его встречу с Владимиром Лениным, чтобы обсудить «место и роль анархистов в революции». По словам самого Махно, называвшего себя «анархистом-коммунистом бакунинско-кропоткинского толка», он хотел узнать намерения большевистской власти из первоисточников.
Через несколько дней после встречи с Лениным Махно обратился к своим гуляйпольским единомышленникам с письмом, основная идея которого заключалась в следующем: «Общими усилиями займёмся разрушением рабского строя, чтобы вступить самим и ввести других наших братьев на путь нового строя. Организуем его на началах свободной общественности, содержание которой позволит всему не эксплуатирующему чужого труда населению свободно и независимо от государства и его чиновников, хотя бы и красных, строить всю свою социально-общественную жизнь совершенно самостоятельно у себя на местах, в своей среде… Да здравствует наше крестьянское и рабочее объединение! Да здравствуют наши подсобные силы — бескорыстная трудовая интеллигенция! Да здравствует Украинская социальная революция! Ваш Нестор Иванович».
В июне Махно участвовал в работе Московской конференции анархистов, выработавшей тактику борьбы против власти гетмана Скоропадского и австро-германских войск на Украине. Осознав, что в Советской России анархисты не имеют возможности существенно повлиять на ход революционных событий, Махно решил вернуться на Украину, где такая возможность существовала. К этому времени на территории Украины уже действовали десятки разрозненных крестьянских отрядов. Советская Россия, связанная условиями Брестского договора, помогала повстанческому движению оружием, продовольствием, деньгами.
По согласованию с Всеукраинским бюро по руководству повстанческим движением и выполняя решение Таганрогской конференции анархистов, 29 июня Махно при содействии российских большевиков покинул Москву для организации вооружённой борьбы против немецко-австрийских и гетманских войск на Украине.
21 июля с паспортом на имя И. Я. Шепеля Махно прибыл в Харьков, а позднее со своей группой присоединился к уже существовавшему в районе Гуляйполя партизанскому отряду. После первой же успешной боевой операции против немецких войск Махно был избран командиром отряда. Для приобретения оружия Махно провёл ряд экспроприаций в банках Екатеринославской губернии, а в дальнейшем добывали оружие, лошадей и пр., нападая на помещичьи усадьбы и отряды оккупационных войск. Отвага, опыт, организаторский талант и убеждённость в правоте своего дела сделали Махно настоящим вожаком повстанческого движения, привлекали к нему новых бойцов.
До осени махновцы действовали в основном в пределах Александровского уезда, нападая на австрийские отряды и «варту» гетмана Скоропадского. В сентябре — октябре 1918 года под командованием батьки Махно объединились несколько партизанских отрядов, которые возглавляли гуляйпольские анархисты Виктор Белаш, В. Кириленко, Федосий Щусь и другие. К этому времени Махно фактически возглавил повстанческое движение не только в Гуляйпольском районе, но и во всей Екатеринославской губернии. Крестьяне Екатеринославщины и Северной Таврии оказывали повстанцам всяческое содействие, кормили, поставляли оружие, лошадей для кавалерии, занимались разведкой и целыми деревнями вливались в махновские отряды. К ноябрю отряды Махно насчитывали до 6 тысяч человек. Росту популярности Махно способствовали акты экспроприации и раздача населению отобранного у «буржуев» имущества и продуктов.
Ноябрьская революция 1918 года в Германии привела к её поражению в Первой мировой войне. К этому времени войска гетмана Скоропадского были деморализованы и не желали сражаться, а командование оккупационных войск стремилось как можно быстрее вывести свои части с Украины. Советская Россия объявила Брест-Литовский договор аннулированным.
В середине ноября украинские буржуазно-националистические партии образовали своё собственное правительство — Директорию, начавшую вооружённую борьбу за власть на Украине. 28 ноября группой членов Центрального исполнительного комитета Советов Украины было провозглашено Временное рабоче-крестьянское правительство Украины, которое заявило о восстановлении советской власти на Украине. В создавшейся ситуации «украинского двоевластия» Махно пытался сохранить независимость. На предложение Директории о совместных действиях петлюровцев и партизанских отрядов против Красной армии Махно ответил: «Петлюровщина — авантюра, отвлекающая внимание масс от революции».
27 ноября Махно занял Гуляйполе, объявил его на осадном положении, сформировал и возглавил «Гуляйпольский революционный штаб». По отношению к Советской власти Махно занял в эти дни выжидательную позицию. Однако после того, как Директория и петлюровские части активизировали боевые действия, угрожая Махно, начали разгонять революционные рабочие отряды, ликвидировать созданные Советы и расправляться с большевиками и сочувствующими, Махно принял предложение Екатеринославского комитета КП(б)У о совместных вооружённых действиях против петлюровцев.
26 декабря вооружённые отряды Екатеринославского губкома партии большевиков и губревкома совместно с отрядами Махно выбили петлюровцев из Екатеринослава. В результате этой операции семитысячный петлюровский гарнизон был разгромлен. На отряды Махно была возложена задача по обороне Екатеринославского укреплённого района и восстановлению нормальной жизни в городе. Махно был включён в состав военного революционного комитета и назначен командиром Советской революционной рабоче-крестьянской армии Екатеринославского района. Махно было предписано укреплять фронт, но он в первую очередь заботился о том, чтобы обеспечить свою армию оружием и боеприпасами. Воспользовавшись беспечностью повстанческого командования, петлюровцы через два-три дня перешли крупными силами в контрнаступление и выбили махновцев из города. «Батька», фактически сдав Екатеринослав без боя, вернулся в свою «столицу» Гуляйполе. Тем временем петлюровцы жестоко расправились с участниками Екатеринославского восстания. Повстанцы также понесли немалые потери. От армии Махно в походе участвовали кавалерийский отряд в 100 сабель и 400 пехотинцев. В Гуляйполе вернулось всего около двухсот человек.

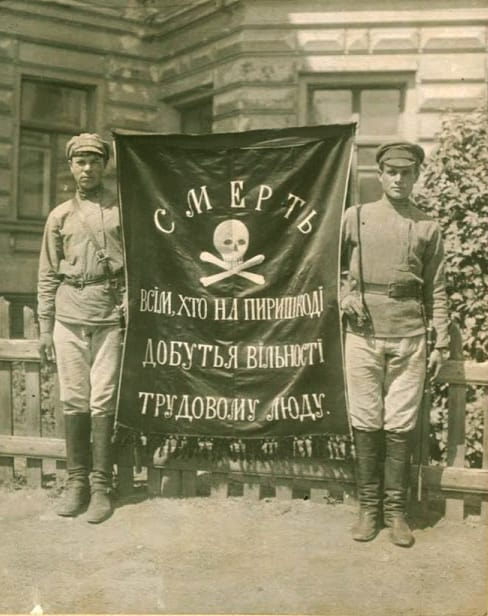
Псевдомахновский флаг, о котором сам Н. И. Махно говорил, что он «…не принадлежит махновскому движению…»

В январе—феврале 1919 года в районе Гуляйполя Махно вёл бои против вооружённых формирований немцев-колонистов, возникших в 1918 году при содействии австро-германских оккупантов; препятствовал мероприятиям по проведению большевиками продразверстки; призывал крестьян явочным порядком претворить в жизнь идею «уравнительного землепользования на основе собственного труда».
12—16 февраля 1919 года на 2-м районном съезде Советов Гуляйпольского района Махно заявил:

Если товарищи большевики идут из Великороссии на Украину помочь нам в тяжёлой борьбе с контрреволюцией, мы должны сказать им: «Добро пожаловать, дорогие друзья!». Если они идут сюда с целью монополизировать Украину, мы скажем им: «Руки прочь!».

### Первый союз Махно с красными

Нестор Махно, 1919 год

В обстановке угрозы наступления войск генерала А. И. Деникина на Донбасс, успешного наступления Красной Армии (Украинский фронт) на Украине и начала создания регулярных частей вооружённых сил Украинской ССР, в середине февраля 1919 года махновцы заключили военное соглашение с командованием Красной Армии, согласно которому их повстанческая армия численностью до 50 тысяч человек, сохраняя внутреннюю автономию, с 21 февраля 1919 года вошла в состав 1-й Заднепровской украинской советской дивизии Украинского фронта, составив её 3-ю Заднепровскую бригаду. Бригада под командованием комбрига Махно Н. И. находилась в оперативном подчинении командования Южного фронта и сражалась против деникинских войск на правом фланге фронта на линии Мариуполь — Волноваха.
10 апреля 1919 года на 3-м районном съезде Советов Гуляйпольского района Махно был избран почётным председателем; в своей речи он заявил, что Советская власть изменила «октябрьским принципам», а Коммунистическая партия узаконила власть и «оградила себя чрезвычайками». Вместе с Щусем, Коганом и Мавродой Махно подписал резолюцию съезда, в которой выражалось неодобрение решений 3-го Всеукраинского съезда Советов (6—10 марта 1919 года, Харьков) о национализации земли, протест против ЧК и политики большевиков, требование удаления всех назначенных большевиками лиц с военных и гражданских постов. Позже, при встрече с Антоновым-Овсеенко, отказался от своей подписи.
Махновцы требовали «социализации» земли, фабрик и заводов; изменения продовольственной политики; свободы слова, печати и собраний всем «левым партиям и группам»; неприкосновенности личности; отказа от диктатуры РКП(б); свободы выборов в Советы трудящихся крестьян и рабочих.
15 апреля было завершено формирование 2-й Украинской советской армии из частей Группы войск харьковского направления. Управление 1-й Заднепровской Украинской советской дивизии, 2-я отдельная бригада, 3-я Заднепровская бригада, Крымская бригада сводились в 2 штатные дивизии: 3-ю Украинскую советскую дивизию (бывшие Управление и 1-я Заднепровская бригада 1-й Заднепровской Украинской советской дивизии и другие части) и 7-ю Украинскую советскую дивизию (бывшая 3-я Заднепровская бригада 1-й Заднепровской Украинской советской дивизии и другие части).[значимость факта?]
С 15 апреля 1919 года на Южном фронте Махно командовал повстанческой бригадой, входившей в состав 3-й Украинской советской армии. После начала мятежа Григорьева 7 мая 1919 года, Махно занял выжидательную позицию, затем решил остаться на стороне украинского советского правительства Раковского. В мае 1919 года на собрании командиров повстанческих отрядов в Мариуполе Махно поддержал инициативу создания отдельной повстанческой армии Украины.

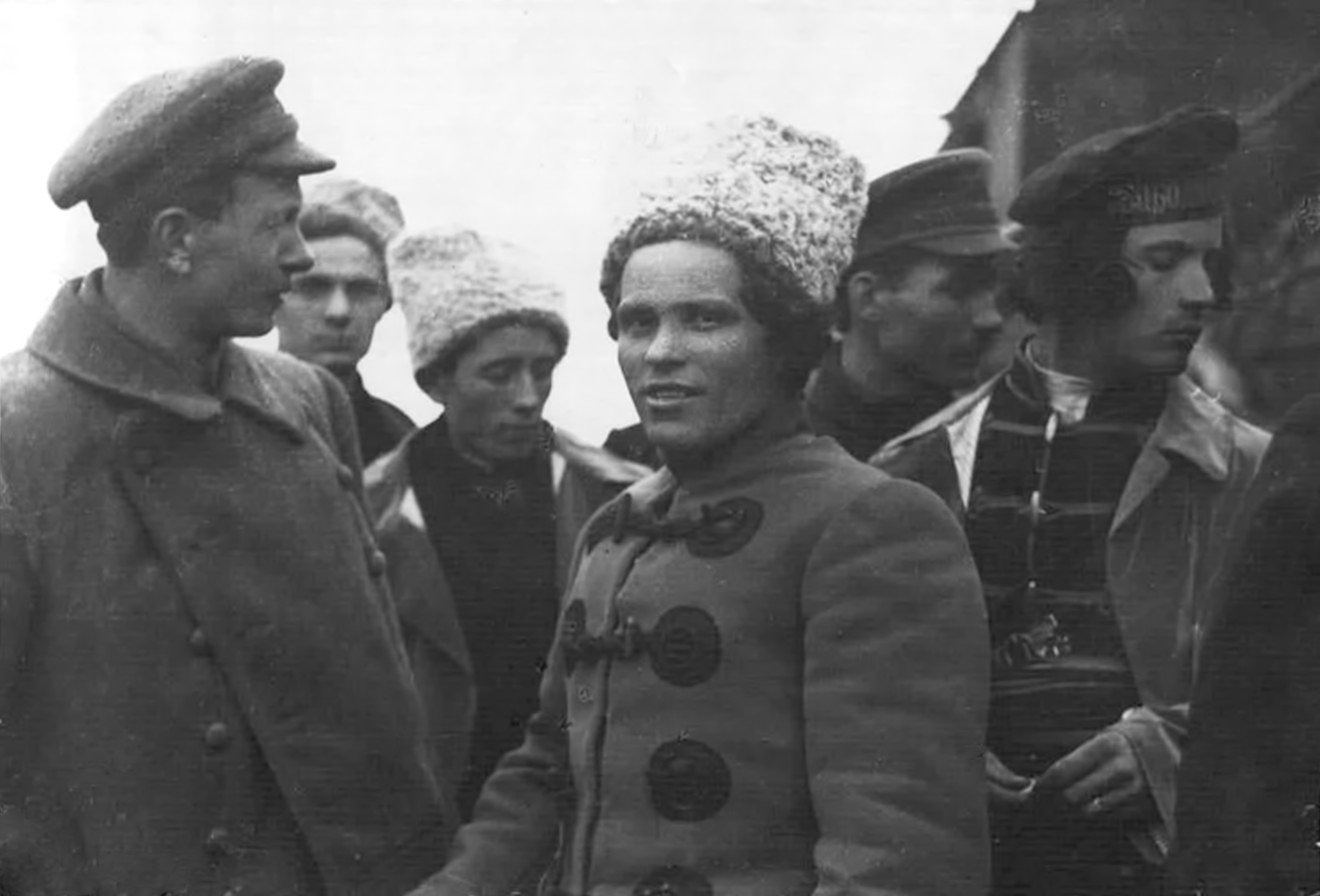
Лидеры повстанцев в 1919 году (слева направо): Семён Каретников, Нестор Махно, Феодосий Щусь

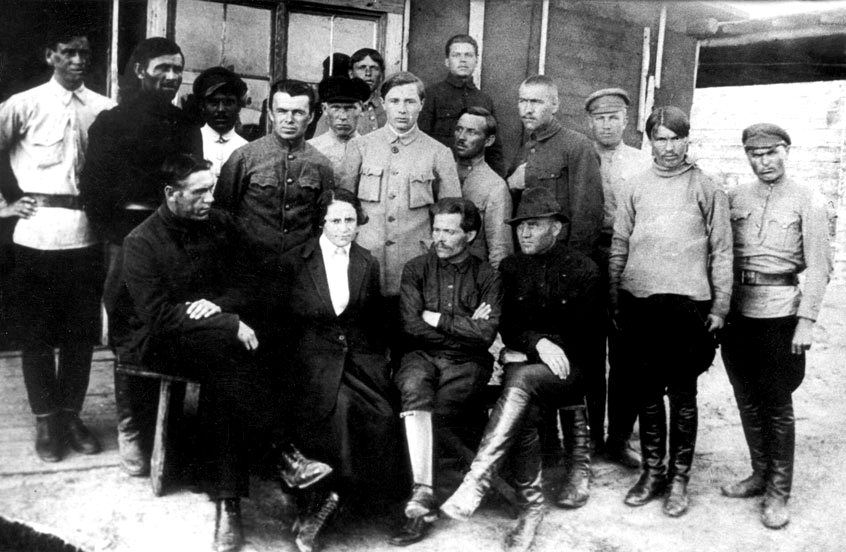
Н. Махно с супругой в окружении своих сподвижников. 1920 год

В мае 1919 года бригада Махно, не получая от командования Красной Армии боеприпасов и снаряжения, в боях с частями Кавказской дивизии (под командованием генерала А. Г. Шкуро) понесла тяжёлые потери. Белые прорвали фронт, заняли Донбасс.
6 июня приказом председателя РВС Льва Троцкого Махно был объявлен вне закона «за развал фронта и неподчинение командованию». 8 июня командиром бригады на место Махно был назначен Круссер А. С. (погиб в ночь на 10 июня у станции Пологи Таврической губернии, где его бронепоезд попал под пулемётный огонь).
9 июня Махно принял решение о разрыве соглашения с Советским правительством и направил телеграмму Ленину, а также Каменеву, Зиновьеву, Троцкому, Ворошилову, Раковскому, в которой сообщил о своей преданности революционному делу и объяснил принятие решения о разрыве с Красной Армией постоянными нападками на него со стороны «представителей центральной власти» и «прессы коммунистов-большевиков». Одновременно в телеграмме Махно просил освободить его от командования дивизией (в июне был издан приказ о переформировании повстанческой бригады махновцев в штатную стрелковую дивизию) «ввиду создавшегося невыносимо-нелепого положения».
После разрыва с большевиками Махно с остатками своего отряда отступил в Херсонскую губернию и совместно с Григорьевым продолжил вооружённое сопротивление войскам Деникина, одновременно принимая мелкие отряды повстанцев и крупные части, и соединения красноармейцев-окруженцев, формируя боеспособные части и соединения 40-тысячной повстанческой армии. В середине июля 1919 года Махно возглавил Реввоенсовет объединённой Революционно-повстанческой армии Украины (РПАУ), а после убийства Григорьева, поддерживавшего связь с войсками Деникина, стал её главнокомандующим.
С началом наступления белых войск на Москву летом 1919 года Махно начал широкомасштабную партизанскую войну в тылу у белых и вновь призвал крестьянских повстанцев к союзу с красными:

Главный наш враг, товарищи крестьяне, — Деникин. Коммунисты — всё же революционеры… С ними мы сможем рассчитаться потом. Сейчас всё должно быть направлено против Деникина.

### Бой под Перегоновкой и рейд по тылам белых

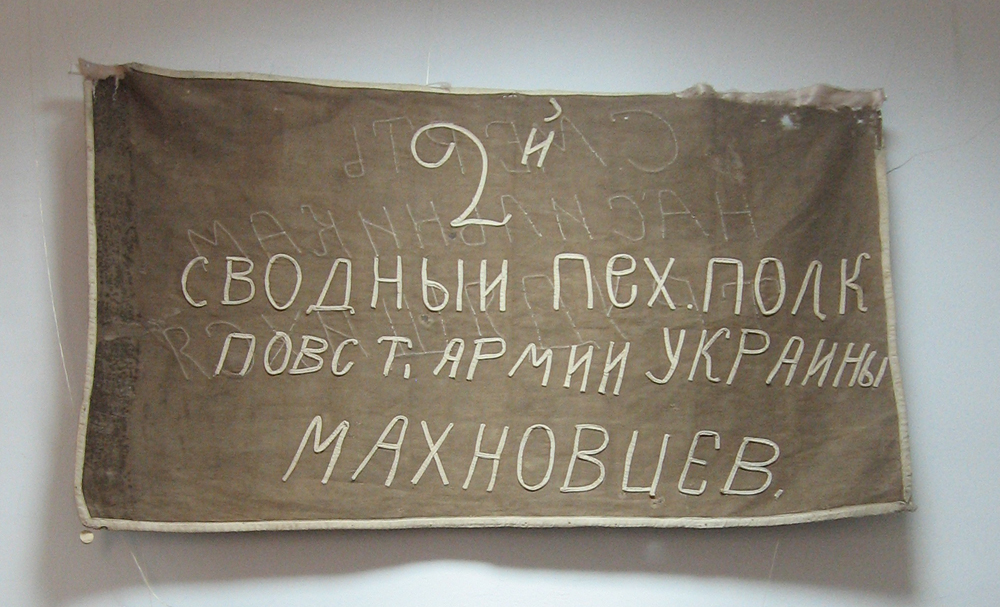
Знамя 2-го пехотного полка повстанческой армии Махно. Национальный музей истории Украины, Киев

Теснимый регулярными частями белых, Махно увёл свои партизанские отряды на запад и к началу сентября подошёл к Умани, где попал в полное окружение: с севера и запада — петлюровцы, с юга и востока — белые. В воспоминаниях Деникина читаем:

Махно вступил в переговоры с петлюровским штабом, и стороны заключили соглашение: взаимный нейтралитет, передача раненых махновцев на попечение Петлюры и снабжение Махно боевыми припасами. Для выхода из окружения Махно решился на смелый шаг: 12 сентября он неожиданно поднял свои отряды и, разбив и отбросив два полка генерала Слащёва, двинулся на восток, обратно к Днепру. Движение это совершалось на сменных подводах и лошадях с быстротой необыкновенной: 13-го — Умань, 22-го — Днепр, где, сбив слабые наши части, наскоро брошенные для прикрытия переправ, Махно перешёл через Кичкасский мост, и 24-го он появился в Гуляйполе, пройдя за 11 дней около 600 вёрст.
О тех же событиях один из ближайших помощников Махно, П. Аршинов в своих «Воспоминаниях» писал так:

Между тем глубокой ночью все части махновцев, стоявшие в нескольких селах, снялись и двинулись на восток — на врага, расположившегося главными силами под селом Перегоновкой, занятым махновцами.

В последовавшем ночном бою белые потерпели поражение, причём сам Махно лично вёл конницу в атаку.
Прорвав кольцо окружения под Перегоновкой, отряды Махно совершали рейды по всему Приазовью, захватывая крупные города и важные стратегические объекты. Как пишет далее Деникин:

…в результате в начале октября в руках повстанцев оказались Мелитополь, Бердянск, где они взорвали артиллерийские склады, и Мариуполь — в 100 верстах от Ставки (Таганрога). Повстанцы подходили к Синельниково и угрожали Волновахе — нашей артиллерийской базе… Случайные части — местные гарнизоны, запасные батальоны, отряды Государственной стражи, выставленные первоначально против Махно, легко разбивались крупными его бандами. Положение становилось грозным и требовало мер исключительных. Для подавления восстания пришлось, невзирая на серьёзное положение фронта, снимать с него части и использовать все резервы. …Это восстание, принявшее такие широкие размеры, расстроило наш тыл и ослабило фронт в наиболее трудное для него время.
Таким образом, партизанские действия Махно по разрушению тыла белой армии оказали заметное влияние на ход войны и помогли красным отбить наступление Деникина на Москву.

### Крестьянская республика
1 сентября 1919 года Махно провозгласил создание «Революционной повстанческой армии Украины». 15 сентября 1919 года махновцы в очередной раз заняли Екатеринослав. 20 октября 1919 года на заседании Реввоенсовета армии и съезде крестьянских, рабочих и повстанцев в Александровске Махно выдвинул программу действий, сводящуюся к созданию самостоятельной крестьянской республики в тылу деникинских войск (с центром в Екатеринославе). Программа Махно предусматривала отмену диктатуры пролетариата и руководящей роли коммунистической партии и развитие самоуправления на основе беспартийных «вольных Советов», организацию «третьей социальной революции» для свержения большевиков и установления народной власти, ликвидацию эксплуатации крестьянства, защиту деревни от голода и политики военного коммунизма, передачи земли в свободное пользование крестьянских масс (при этом, вопреки стереотипу, махновцы, как и вообще крестьяне России и Украины выступали против любой собственности на землю, считали, что земля должна быть у того, кто её обрабатывает и периодически перераспределяется «по едокам»).

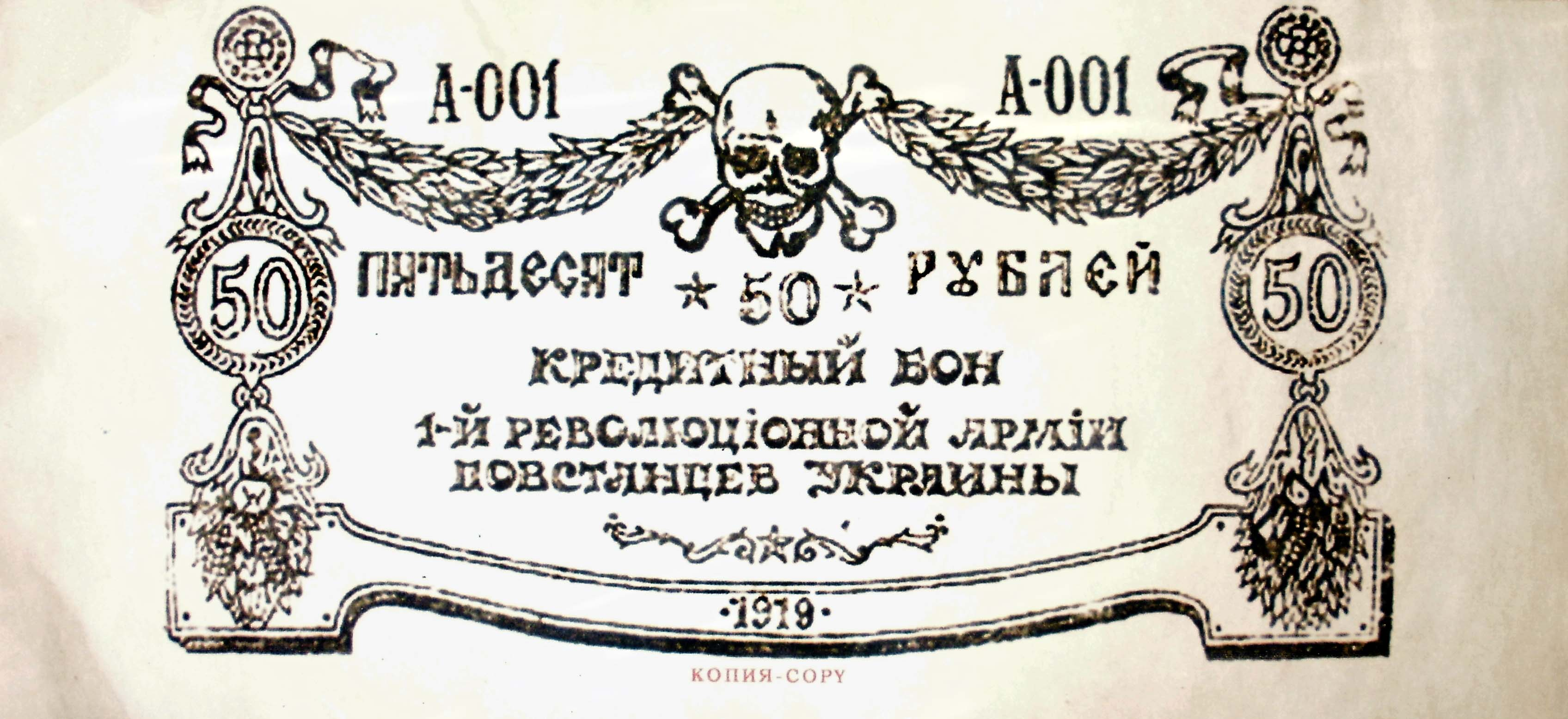
Махновские псевдоденьги

Таким образом, осенью 1919 года в условиях краха и отступления белых в большой излучине Днепра зародилась некая автономная анархическая квази-республика Махно. Наступающих красных повстанцы встречали дружелюбно и часто переходили на их сторону (что естественно с учётом того, что среди махновцев было много бывших красноармейцев, присоединившихся к «батьке» во время летнего отступления РККА). Однако после конфликта с расстрелом махновцами командира-коммуниста Полонского в декабре 1919 года отношения обострились.
9 января 1920 года Всеукраинский ревком объявил «Махно и его группу» вне закона как «дезертиров и предателей». В условиях развала РПАУ и эпидемии тифа он отдал приказ о временном роспуске армии. Весной 1920 года она была восстановлена и возобновила рейды по южной Украине.
Желая привлечь крестьян на свою сторону, правительство генерала Врангеля летом 1920 года предложило Махно союз против большевиков, обещая в случае победы провести широкую земельную реформу. Однако Махно от предложения отказался. Посланник Врангеля был публично казнён в Гуляйполе.

### Союз с красными против Врангеля
Желая использовать боеспособные части повстанцев против Врангеля, осенью 1920 года правительство большевиков вновь предложило Махно военный союз. 2 октября 1920 года Махно в очередной раз подписал (в Старобельске) соглашение с правительством УССР. В результате этого соглашения отряд повстанцев численностью до 2,5 тысяч бойцов под общим командованием Семёна Каретника был отправлен в район Перекопа.
В ходе боёв за Крым махновцы приняли участие в форсировании Сиваша и в сражениях с кавкорпусом генерала И. Г. Барбовича под Ишунью и Карповой Балкой. После завершения военных действий красное командование решило избавиться от идеологического врага. 26 ноября отряд махновцев был окружён, однако сумел вырваться с полуострова. В ходе отступления был настигнут превосходящими силами «красных» и частично уничтожен пулемётным огнём. Спастись удалось лишь 250 бойцам, которые и поведали Махно о случившемся 7 декабря возле села Старый Керменчик.
Вскоре после падения «белого» Крыма командование Красной армии издало приказ о передислокации махновцев на Южный Кавказ. Считая этот приказ ловушкой, Махно отказался подчиниться. Ответом большевиков стала военная операция по «ликвидации партизанщины». Отряды Махно с боями ушли из окружения в районе Гуляйполя и несколько месяцев перемещались по Украине, уходя от преследования.
В конце лета 1921 года, после многочисленных столкновений с превосходящими силами Красной Армии, остатки отрядов анархистов были прижаты к румынской границе.

### Эмиграция
28 августа отряд из 78 человек под руководством Махно совместно с его женой, а также Чёрной Хмарой, Яковом Домашенко, Василием Харламовым перешёл границу с Румынией в районе Ямполя. Был ранен 12 пулями, контужен, у него была перебита нога. Румыны немедленно интернировали махновцев. Долгое время им пришлось жить в очень плохих условиях, в тифозных и вшивых бараках, без лекарств и перевязок, питаясь кукурузной похлёбкой. Через две недели после их прибытия нарком иностранных дел РСФСР Георгий Чичерин потребовал выдачи Махно. Но румыны несколько месяцев отвечали отказом.
В апреле 1922 года Махно вместе с женой и ещё 17 товарищами бежал в Польшу не без помощи местных властей, не заинтересованных ни в потакании большевикам, ни в конфликте с ними. 11 апреля беглецы оказались в польском лагере для интернированных лиц.
По утверждению израильского историка Моше Гончарока, Махно приехал в Европу без гроша в кармане, в одной гимнастёрке. Деньги на еду он иногда получал от американских анархистов. В польской политике 1920-х годов Махно представлял интерес для многих. Первыми пришли петлюровцы с предложением об организации общего фронта эмигрантов против коммунистов. Махно даже не пожелал с ними разговаривать. Вслед за украинскими националистами пришли и польские коммунисты. Махно отклонил и их планы.
25 сентября 1923 года Махно был арестован вместе с женой Галиной Кузьменко и соратниками И. Хмарой и Я. Домашенко и помещён в варшавскую тюрьму Мокотув. 27 ноября 1923 года они предстали перед судом по обвинению в подготовке восстания в Восточной Галиции для присоединения её к Советской Украине. Суд оправдал Махно и его товарищей, Махно был отправлен на поселение в город Торунь. В декабре 1923 года Махно сделал публичное заявление о борьбе против большевиков и Советской власти, вызвавшее отрицательную реакцию польского правительства. 14 апреля 1924 года после попытки самоубийства был переведён под надзор полиции в город Данциг. В том же году с помощью российских анархистов-эмигрантов добился разрешения на выезд в Германию.
По утверждению М. Гончарока, в Данциге Махно захватили чекисты из разведуправления польской секции Коминтерна — Еланский и Ян Сосновский — и повезли в Берлин, в советское посольство. Махно выбросился из автомобиля и сдался немецкой полиции. Денег у него не было, и после голодной зимы в апреле 1925 года его вывезли в Париж. Махно подрабатывал столяром, плотником, даже занимался плетением домашних тапочек, проживая на квартире художника и анархиста Ивана Лебедева. Помощь ему оказывали местные организации анархистов. Жил до 1934 года в пригороде Парижа — Венсене.

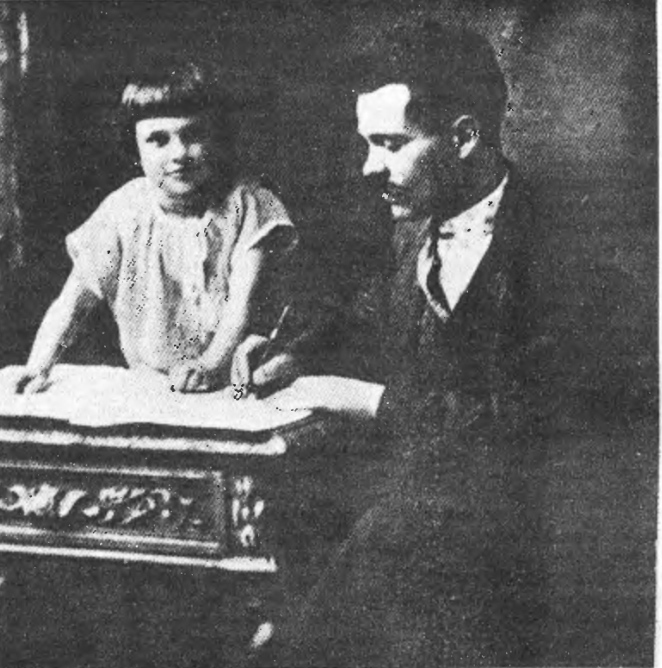
Нестор Махно со своей дочерью незадолго до смерти.

В последние годы жизни Махно активно участвовал в жизни европейских анархических объединений, публиковал отдельные очерки в анархическом журнале «Дело труда» (Париж), с помощью видной деятельницы русского анархизма, публицистки Марии Гольдсмит готовил мемуары.

### Смерть

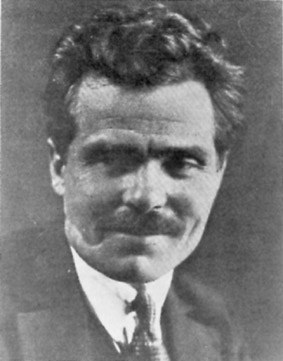
Нестор Махно, 1930 год.

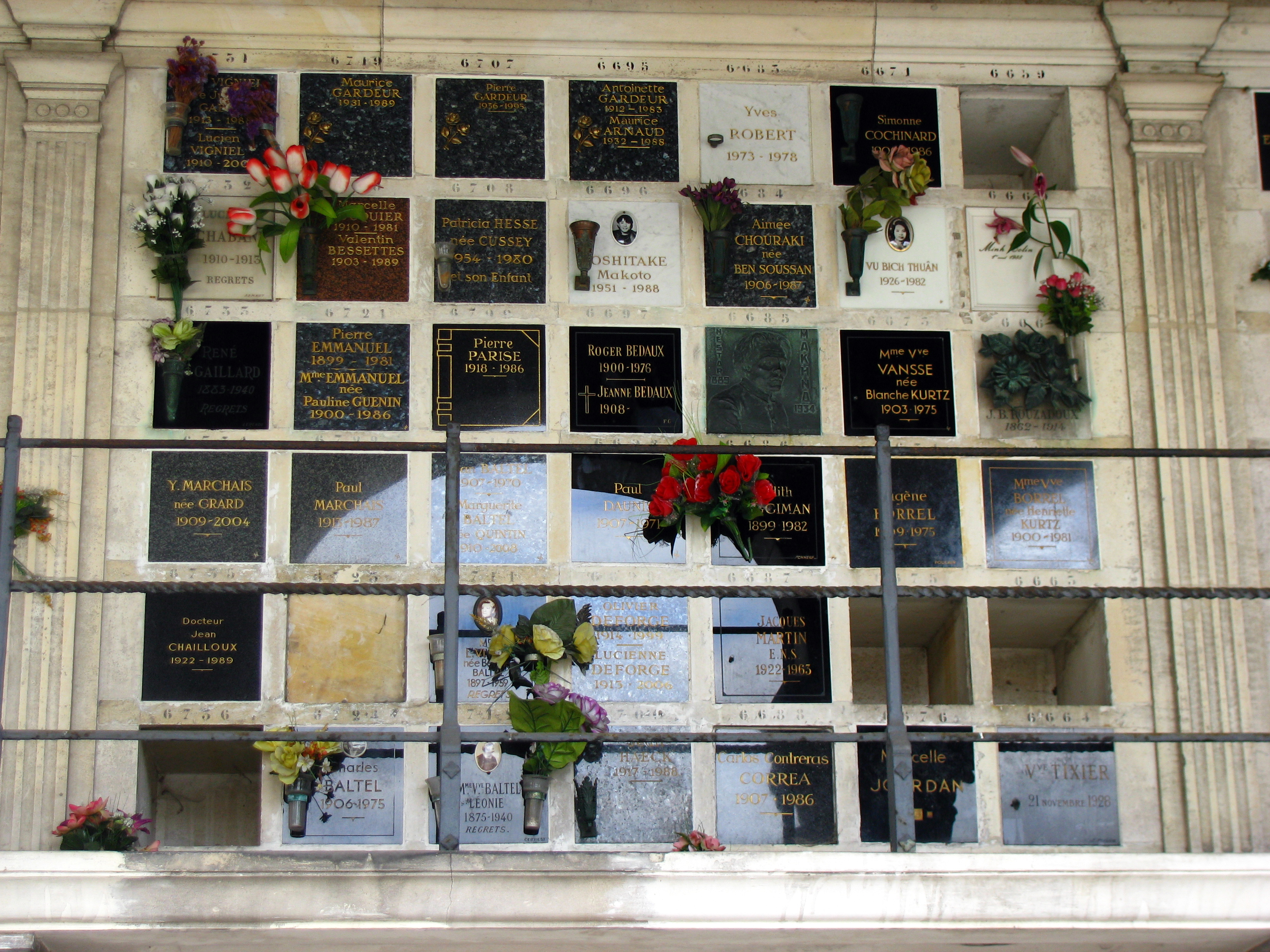
Урна с прахом Н. Махно, и именная плита в стене на кладбище Пер-Лашез в Париже

6 июля (по другим сведениям, 25 июля) 1934 года Нестор Махно в возрасте 45 лет умер в парижской больнице от костного туберкулёза. 28 июля его тело было кремировано, а урна с прахом замурована в стене колумбария кладбища Пер-Лашез в ячейке 6685.

## Семья
Махно был женат несколько раз.

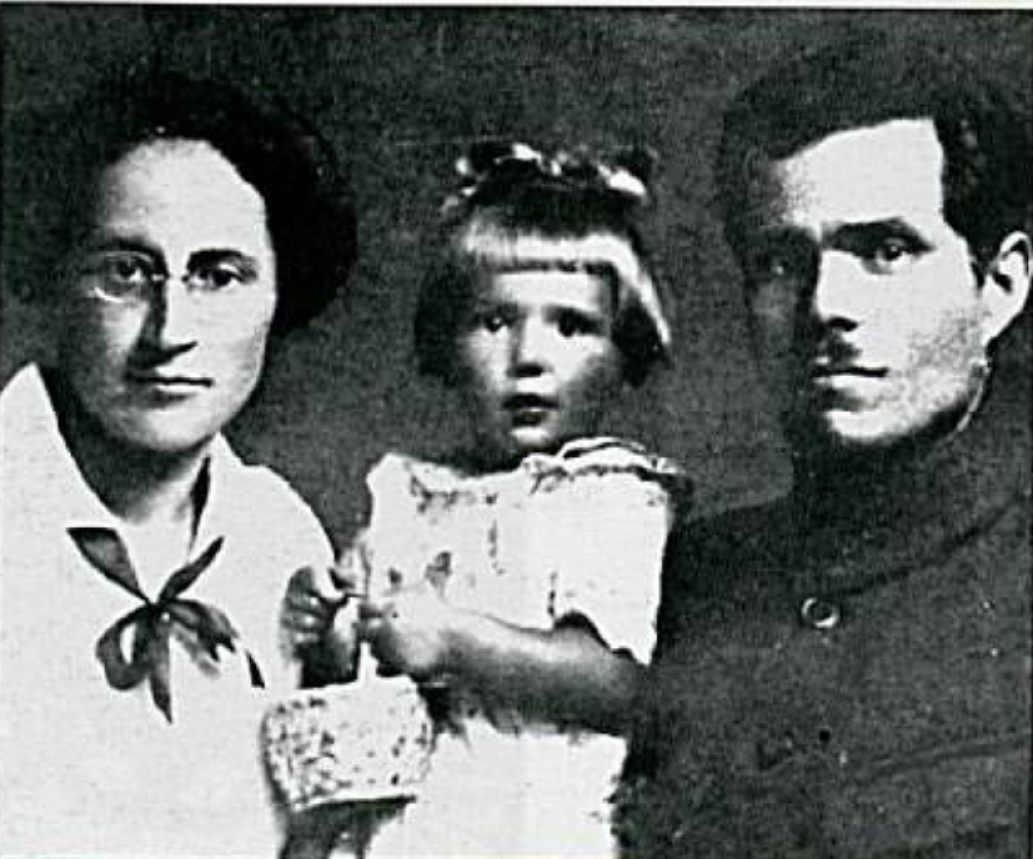
Нестор Махно с женой Галиной и дочкой Еленой

В ноябре 1917 года он женился на своей землячке Анастасии Васецкой.
В мае 1918 года она родила ему сына (ребёнок через неделю умер). Когда в Гуляйполе вошли немецкие оккупанты, Махно пришлось бежать в лес, и через несколько недель его супруге сообщили, что Махно был убит, и она вышла замуж за соседа.
В 1919 году Махно женился на Агафье Андреевне Кузьменко, которая после свадьбы получила новое имя — Галина. Пара развелась в 1927 году в Париже.
В этом браке родилась дочь Елена (1922—1993), носившая в юности, согласно немецкому паспорту, фамилию Михненко.
В декабре 1945 года Галина Андреевна и Елена Несторовна, задержанные ранее в Берлине, были приговорены ОСО к 8 годам ИТЛ и 5 годам ссылки соответственно.

## Образ Махно в культуре
Образ Махно кардинально менялся в разные годы. Яркий пример — трилогия А. Н. Толстого «Хождение по мукам», в которой показано взятие махновцами Екатеринослава, и по мотивам которой сняты одноимённые многосерийный фильм (1957—1959 гг.) и два телесериала: 1977 года и 2017 года
Гротескно отрицательный образ Махно показан также в приключенческой повести Павла Бляхина «Красные дьяволята» (1921), по которой грузинским сценаристом и режиссёром Иваном Перестиани был снят одноимённый фильм (1923).
Негативное описание Нестора Махно оставил в своих воспоминаниях «Повести о жизни» советский писатель К. Г. Паустовский:

«На заднем сидении из красной сафьяновой кожи полулежал в ландо щуплый маленький человек в чёрной шляпе и расстегнутом казакине, с зелёным землистым лицом. Он положил ноги на козлы, и вся его поза выражала лень и томный сытый покой. В опущенной руке человек этот держал маузер и поигрывал им, слегка подбрасывая его и ловя на лету.

Я увидел лицо этого человека, и тошнота отвращения подкатила к горлу. Мокрая чёлка свисала на узкий сморщенный лоб. В глазах его — злых и одновременно пустых, глазах хорька и параноика — поблёскивала яростная злоба. Визгливое бешенство, очевидно, не затихало в этом человеке никогда, даже и теперь, несмотря на его вальяжную и спокойную позу».— К. Г. Паустовский «Книга о жизни»
При этом следует учитывать сомнительную достоверность изложенного Паустовским, так как он не имел физической возможности лично встречаться с Махно и махновской армией: Паустовский оказался на станции Помошная в конце октября или в начале ноября 1919 года, а Махно и махновцы проследовали мимо этого района в конце сентября — начале октября 1919 года в ходе броска от Умани к Гуляйполю и больше там не появлялись. В дневнике Паустовского и его очерке, опубликованном в Одессе в декабре 1919 года, о прохождении махновцев через район Помошной говорится в прошедшем времени.
С другой стороны, народное творчество относило махновцев к героям гражданской войны («С одесского кичмана…»). По свидетельству современников, в частности, Сергея Есенина, личность Махно и его идеи были весьма популярны среди крестьянства:

И в ответ партийной команде,

За налог на крестьянский труд,

По стране свищет банда на банде,

Волю власти считая за кнут.

И кого упрекнуть нам можно?

Кто сумеет закрыть окно,

Чтоб не видеть, как свора острожная

И крестьянство так любят Махно?… — Сергей Есенин, Страна негодяев, 1923
Махно был прямо изображён в этой поэме под именем бандита Номаха (о чём свидетельствовал сам поэт); Есенин даже хотел назвать поэму именем этого героя. Но-мах и значит Мах-но; поэт просто переставил слоги фамилии.
В письме Сергея Есенина к Е. И. Лившиц от 11—12 августа 1920 года поэт пишет о реальном источнике поэмы «Сорокоуст» — «Конь стальной победил коня живого. И этот маленький жеребёнок был для меня наглядным дорогим вымирающим образом деревни и ликом Махно». Понятием «лик» Махно приравнен поэтом к святому.

Анархисты Нестор Махно и Александр Беркман в Париже. 1927 год.

Эдуард Багрицкий так описывает Махно в поэме «Дума про Опанаса» (1926): «У Махна по самы плечи волосня густая…»
Махно, Лёва Задов, взаимоотношения с «красными», попытка взятия Харькова в 1920 году показаны в двух романах о Гражданской войне Игоря Болгарина и Виктора Смирнова — «Милосердие палача» и «Багровые ковыли».
В 1936 году, во время гражданской войны в Испании, именем Махно была названа одна из военных бригад испанских анархо-синдикалистов, сражавшихся против армии генерала Франко.
В ряде фантастических романов Майкла Муркока персонаж по имени Нестор Махно участвует в вымышленных событиях, таких, как, например, анархистские восстания в Канаде (роман «Энтропийное танго» («The Entropy Tango») из цикла о Джерри Корнелиусе), роман «Стальной Царь» из цикла об Освальде Бастейбле и войне со Стальным Царём Джугашвили и тому подобное.
В романе украинского писателя Олеся Гончара «Собор» (1968) Махно — один из персонажей ретроспективной части повествования (описана сцена допроса Нестором Ивановичем и его приближёнными известного украинского историка Д. И. Яворницкого). Образ Махно у Гончара амбивалентный, нейтральный, с элементами скрытой симпатии.
В 2008 году российская группа «Король и Шут» выпустила песню, посвящённую Махно, «Тринадцатая Рана» в составе альбома «Тень Клоуна».
В 2009 году в Мариупольском драматическом театре режиссёр Константин Добрунов поставил спектакль «Чёрное и красное, или Мариупольский клад Нестора Махно». В спектакле рассказывается о взятии Мариуполя бригадой Махно в марте 1919 года, а также о судьбе видного деятеля махновского движения — Ивана Лепетченко, который после возвращения из эмиграции жил в Мариуполе и был здесь расстрелян в 1937 году.
Многочисленные упоминания как самого Махно, так и «махновщины» в целом содержатся в песнях российской рок-группы «Монгол Шуудан», основной тематикой их творчества является гражданская война 1917—1923 годов.

### В кинематографе
- «Красные дьяволята» (1923) — играл Владимир Кучеренко (согласно титрам — Владимир Сутырин[38]).
- «Савур-могила» (1926) — играл В. Сутырин
- «Александр Пархоменко» (1942) — играл Борис Чирков.
- «Хмурое утро» (1959) — играл Виталий Матвеев.
- «Салют, Мария!» (1970) — играл Валерий Золотухин.
- «Хождение по мукам» (1977) — играл Алексей Крыченков.
- «Большая-малая война» (1980) — играл Геннадий Сайфулин.
- «Девять жизней Нестора Махно» (2006); « Бендер: Начало» (2021); « Бендер: Золото империи» (2021) — играл Павел Деревянко[39].
- «Хождение по мукам» (2017) — играл Евгений Стычкин.
- «Посттравматическая рапсодия»[укр.] (2018) — играл Илья Кива.
- Документальный фильм «Батька» (2010)

### В поэзии
- Makhno’s Philosophers — стихотворение Джона Манифолда[англ.][40].
- Кому много дано… — стихотворение Инны Кабыш

## Память

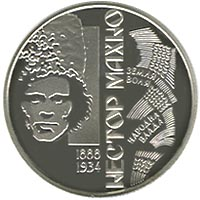
Памятная монета НБУ

- В 1992—1995 годах певец и композитор из Запорожья Анатолий Сердюк написал цикл песен, посвящённых Нестору Махно и «гуляйпольской вольнице»: «Яблучко», «Столиця степів», «Соловей-розбійник», «Хрестини Махна», «Степ», «Тринадцята рана», «Чому не вийшло», «Паризькій дощ» и др. С этими песнями в 1999 году вышел магнитоальбом «Гуляй-Поле», в 2003 году — одноимённый компакт-диск, в 2013 году — DVD-видеоконцерт[41].
- В 1998 году в рамках официального празднования 110-й годовщины со дня рождения Нестора Махно в городах Гуляйполе и Запорожье был показан музыкальный спектакль «Гуляє Гуляй-Поле» с песнями о Махно запорожского певца и композитора Анатолия Сердюка[41].
- С 2006 года в День Независимости Украины в городе Гуляйполе проходит этнофестиваль «День независимости с Нестором Махно».
- 22 декабря 2006 года в Днепре (бывший Екатеринослав) лидер партии «Братство» Дмитрий Корчинский вместе со своими единомышленниками установил мемориальную доску на отеле «Астория», расположенном на проспекте Дмитрия Яворницкого, в котором в 1919 году размещался штаб Нестора Махно.
- В 2008 году российская рок-группа «Король и Шут» выпустила песню «Тринадцатая рана», посвящённую Нестору Махно. Это единственная песня группы на суржике.
- 24 августа 2009 года в Гуляйполе был торжественно открыт памятник Нестору Махно[42].
- 25 октября 2013 года Национальным банком Украины выпущена памятная монета номиналом 2 гривны серии «Выдающиеся личности Украины», посвящённая Нестору Ивановичу Махно[43].
- В Дибровском лесу у остатков Дуба смерти установлена памятная табличка.

## Исторические факты
- Повстанческая армия Махно была интернациональной. Основную массу составляли украинцы, были также русские, евреи, греки и даже захваченный у Красной армии эстонский военный оркестр[44].
- Анархист, еврей Самуил Шварцбурд, у которого петлюровцы убили на Украине много родственников, находясь в Париже, в конце мая 1926 года зашёл домой к Махно, своему идейному соратнику. Он рассказал Махно о еврейских погромах во время гражданской войны на Украине и о намерении убить за них Петлюру. Махно попытался отговорить Шварцбурда[21], но тот всё равно решил застрелить Петлюру, исполнил это намерение и был впоследствии оправдан судом присяжных[45].

## Орден Красного Знамени
В списках не значится во всех 4 частях официального издания «Красные герои. Список участников Гражданской войны, награжденных орденом „Красное Знамя“» от 1920 года.

## Сочинения
- Махновщина и её вчерашние союзники — большевики (Ответ на книгу М. Кубанина «Махновщина») — Париж: Издание «Библиотеки Махновцев», 1928.
- Махно Н. И. Азбука анархиста. — М.: Вагриус, 2005.
- Махно Н. И. Воспоминания / предисл. В. М. Волина. — 1929—1937.
- Махно Н. И. На чужбине 1924-1934 гг. Записки и статьи. — Париж: Громада, 2004.